# Sport in 2025
Dit artikel is een samenvatting van de belangrijkste feiten uit het sportjaar 2025.
Als oneven jaar is 2025 zowel een niet-Olympische Spelen als een niet-FIFA WK voetbaljaar. Vrouwensport staat centraal in de sportkalender van 2025 met grote toernooien in voetbal, rugby en cricket. De meest prominente vierjaarlijkse evenementen voor dit jaar zijn de World Cup Rugby Vrouwen in Engeland, het UEFA Europees kampioenschap vrouwenvoetbal in Zwitserland en het Wereldkampioenschap Cricket vrouwen in India.
In de mannensport zal het uitgebreide FIFA Wereldkampioenschap voetbal voor clubs zijn eerste editie hebben in zijn nieuwe vierjaarlijkse format. Verder vinden de World Games 2025 voor niet-Olympische disciplines en evenementen plaats in Chengdu, China.
Dit is het winnende land op het medailleklassement, voor de individuele medaillewinnaars zie het schema onder het kopje Per sport.

## Kalender per maand

### Januari
- 1 - Traditioneel wordt het jaar geopend met het NK marathonschaatsen op kunstijs en het Vierschansentoernooi in Garmisch-Partenkirchen. Het NK marathonschaatsen wordt bij de vrouwen gewonnen door Marijke Groenewoud en bij de mannen door Christian Haasjes.[2][3] Beide schaatsers wonnen nooit eerder het NK op kunstijs. Daniel Tschofenig uit Oostenrijk weet de nieuwjaarssprong op zijn naam te schrijven.[4]
- 3 - In de finale van het PDC World Darts Championship 2025 wordt de Nederlander Michael van Gerwen met 7-3 in sets verslagen door de 17-jarige Luke Littler. Littler wordt daarmee de jongste wereldkampioen darts ooit. [5]
- 6 - Daniel Tschofenig wint de laatste wedstrijd van het Vierschansentoernooi in Bischofshofen en weet zo ook het eindklassement te winnen.[6]
- 11 - Tijdens het Europese kampioenschappen sprint 2025 wordt door Nederlanders een zeer goed resultaat behaald. Jenning de Boo bij de heren en Jutta Leerdam bij de vrouwen behalen de eerste plaats, de rest van de sprint podiums wordt ook bezet door Nederlandse deelnemers.[7][8]
- 12 - Voor het eerst in 33 jaar na Johann Olav Koss weet een Noor Sander Eitrem het Europees kampioenschap allround te winnen, hierdoor komt er een einde aan een reeks van 14 jaar Nederlandse winnaar. Bij de vrouwen werd Antoinette Rijpma-de Jong voor de vierde achtereenvolgende keer Europees kampioen.[9] [10]
- 14 - De Franse zeiler Charlie Dalin wint de 10e editie van de Vendée Globe, de zwaarste solozeilrace ter wereld. Hij zeilt de wereld rond in minder dan 65 dagen: in 64 dagen, 19 uur, 22 minuten en 49 seconden om precies te zijn. Daarmee is hij bijna 10 dagen sneller dan zijn landgenoot en vorige recordhouder Armel Le Cléac’h, die in 2017 74 dagen en 3 uur de zeilrace afwerkte.
- 19 - Xandra Velzeboer wint de gouden plak op de 1500 meter tijdens de Europese kampioenschappen shorttrack 2025, ondanks een blessure aan Velzeboers linkerknie uit voorzorg niet de 500 en 1000 meter reed. Jens van 't Wout weet de 500 meter en 1500 meter op zijn naam te schrijven en zilver op de 1000 meter nipt achter de Italiaan Pietro Sighel. De aflossingen stellen wat teleur: de gemengde aflossing werd zilver behaald na een valpartij, bij de vrouwen aflossing viel Selma Poutsma en zo eindigde Nederland niet eens op het podium en bij de mannen aflossing maakte Teun Boer een inhaalactie wat niet paste, maar de Nederlandse ploeg kwam als tweede over de finish, wat tot een penalty eindigde. Hierdoor kon Nederland de drie Europese aflossingstitels niet verdedigen.[11]
- 25 - Esther Kiel en Wisse Slendebroek winnen de Nederlandse titels Open NK marathonschaatsen op natuurijs.[12]
- 25 - Tijdens de Wereldbeker schaatsen in Calgary reed de Italiaan Davide Ghiotto een wereldrecord op de 10.000 meter, door 12.25,69 te rijden, wat vijf seconden sneller was dan het vorige record van de Zweed Nils van der Poel 12.30,74.[13] Jenning de Boo reed tijdens 1000 meter een nationaal record 1.06,05 en een wereldrecord snelste ronde 23,92. Nog nooit eerder schaatste er iemand onder de vierentwintig seconden.[14]
- 26 - Weer reed Jenning de Boo een nationaal record, nu op de 500 meter door 33,87 te schaatsen en hiermee is De Boo de eerste Nederlandse man onder de vierendertig seconden.[15]

| Datum           | Sport               | Evenement                                                                  | Type           | Winnaar/s                                                                   |                                    |
| --------------- | ------------------- | -------------------------------------------------------------------------- | -------------- | --------------------------------------------------------------------------- | ---------------------------------- |
| 15 december – 3 | Darts               | PDC World Darts Championship 2025                                          | Internationaal | Luke Littler                                                                | [ 5 ]                              |
| 27 december – 5 | Tennis              | United Cup 2025                                                            | Internationaal | Verenigde Staten                                                            |                                    |
| 29 december – 6 | Schansspringen      | Vierschansentoernooi 2025                                                  | Internationaal | Daniel Tschofenig                                                           | [ 6 ]                              |
| 28 december – 5 | Langlaufen          | Tour de Ski 2025                                                           | Internationaal | Johannes Høsflot Klæbo Therese Johaug                                       |                                    |
| 31 december - 1 | Schansspringen      | Vierschansentoernooi 2025: Gramisch-Partenkirchen                          | Internationaal | Daniel Tschofenig                                                           | [ 6 ]                              |
| 1               | Schansspringen      | Wereldbeker schansspringen vrouwen 2024/2025: Oberstdorf                   | Internationaal | Nika Prevc                                                                  |                                    |
| 1               | Marathonschaatsen   | NK marathonschaatsen op kunstijs 2025                                      | Nationaal      | Christian Haasjes Marijke Groenewoud                                        | [ 2 ] [ 3 ]                        |
| 1               | Veldrijden          | GP Sven Nys                                                                | Internationaal | Eli Iserbyt Fem van Empel                                                   |                                    |
| 3 - 4           | Schansspringen      | Vierschansentoernooi 2025: Innsbruck                                       | Internationaal | Stefan Kraft                                                                | [ 16 ]                             |
| 3 – 17          | Woestijnrally       | Dakar-rally 2025                                                           | Internationaal | Yazeed Al-Rajhi Daniel Sanders Nicolás Cavigliasso Brock Heger Martin Macík | [ 17 ]                             |
| 3               | Skeleton            | Wereldbeker skeleton 2024/2025: Winterberg                                 | Internationaal | Matt Weston Janine Flock China                                              | [ 18 ]                             |
| 4               | Marathonschaatsen   | Marathon Cup 10 2025                                                       | Internationaal | Bart Hoolwerf Marijke Groenewoud                                            | [ 19 ]                             |
| 4               | Freestyleskiën      | Wereldbeker freestyleskiën big air 2024/2025: Klagenfurt                   | Internationaal | Luca Harrington Liu Mengting                                                |                                    |
| 4 - 5           | Alpineskiën         | Wereldbeker vrouwen 2024/2025: Kranjska Gora                               | Internationaal | Sara Hector Zrinka Ljutić                                                   |                                    |
| 4 - 5           | Bobsleeën           | Wereldbeker bobsleeën 2024/2025: Winterberg                                | Internationaal | Duitsland                                                                   |                                    |
| 4 - 5           | Rodelen             | Wereldbeker rodelen 2024/2025                                              | Internationaal | Letland                                                                     |                                    |
| 5               | Veldrijden          | Wereldbeker Dendermonde 2025                                               | Internationaal | Wout van Aert Lucinda Brand                                                 | [ 20 ] [ 21 ]                      |
| 5 - 6           | Schansspringen      | Vierschansentoernooi 2025: Bischofshofen                                   | Internationaal | Daniel Tschofenig                                                           | [ 6 ]                              |
| 5 - 6           | Schansspringen      | Wereldbeker schansspringen vrouwen 2024/2025: Villach                      | Internationaal | Katharina Schmid Eva Pinkelnig                                              |                                    |
| 7 - 12          | Kunstschaatsen      | Sofia Trophy 2025                                                          | Internationaal | Adam Hagara Alexandra Feigin Loïcia Demougeot en Théo le Mercier            | [ 22 ]                             |
| 8               | Alpineskiën         | Wereldbeker mannen 2024/2025: Madonna di Campiglio                         | Internationaal | Albert Popov                                                                |                                    |
| 9 - 12          | Biatlon             | Wereldbeker biatlon 2024/2025: Oberhof                                     | Internationaal | Frankrijk                                                                   |                                    |
| 10              | Marathonschaatsen   | Marathon Cup 11 2025; Club-assistent Brabantcup 2                          | Internationaal | Jorrit Bergsma Marijke Groenewoud                                           | [ 23 ]                             |
| 10              | Freestyleskiën      | Wereldbeker freestyleskiën big air 2024/2025: Kreischberg                  | Internationaal | Luca Harrington Flora Tabanelli                                             |                                    |
| 10              | Skeleton            | Wereldbeker skeleton 2024/2025: St. Moritz                                 | Internationaal | Matt Weston Janine Flock Duitsland                                          | [ 24 ]                             |
| 10 – 12         | Schaatsen           | EK schaatsen allround en sprint 2025                                       | Continentaal   | Nederland                                                                   | [ 7 ] [ 8 ] [ 9 ] [ 10 ]           |
| 10 - 12         | Pool                | NK 8-ball, 9-ball                                                          | Nationaal      | 8-ball: Marc Bijsterbosch 9-ball: Niels Feijen                              |                                    |
| 10 - 13         | Ski-alpinisme       | Wereldbeker ski-alpinisme 2024/2025: Şahdağ                                | Internationaal | Arno Lietha Rémi Bonnet Emily Harrop Axelle Gachet Mollaret                 |                                    |
| 11 - 12         | Veldrijden          | BK veldrijden 2025                                                         | Nationaal      | Thibau Nys Marion Norbert-Riberolle                                         | [ 25 ] [ 26 ]                      |
| 11 - 12         | Alpineskiën         | Wereldbeker mannen 2024/2025: Madonna di Campiglio                         | Internationaal | Clément Noël Marco Odermatt                                                 |                                    |
| 11 - 12         | Alpineskiën         | Wereldbeker vrouwen 2024/2025: Sankt Anton am Arlberg                      | Internationaal | Federica Brignone Lauren Macuga                                             |                                    |
| 11 - 12         | Bobsleeën           | Wereldbeker bobsleeën 2024/2025: St. Moritz                                | Internationaal | Duitsland                                                                   |                                    |
| 11 - 12         | Shorttrack          | NK shorttrack 2025                                                         | Nationaal      | Jens van 't Wout Michelle Velzeboer                                         | [ 27 ]                             |
| 11 - 12         | Rodelen             | Wereldbeker rodelen 2024/2025: Altenberg                                   | Internationaal | Oostenrijk                                                                  |                                    |
| 11              | Marathonschaatsen   | Marathon Cup 12 2025; Club-assistent Brabantcup 3                          | Internationaal | Evert Hoolwerf Marijke Groenewoud                                           | [ 23 ]                             |
| 11              | Snowboarden         | Wereldbeker snowboarden paralelreuzenslalom 2024/2025: Scuol               | Internationaal | Maurizio Bormolini Aleksandra Król-Walas                                    | [ 28 ] [ 29 ] [ 30 ]               |
| 12              | Atletiek            | Halve marathon van Egmond 2025                                             | Internationaal | Samuel Barata Haven Hailu                                                   | [ 31 ]                             |
| 12              | Veldrijden          | NK veldrijden 2025                                                         | Nationaal      | Tibor del Grosso Puck Pieterse                                              | [ 32 ]                             |
| 12 – 19         | Snooker             | Masters                                                                    | Internationaal | Shaun Murphy                                                                |                                    |
| 12 – 26         | Tennis              | Australian Open 2025                                                       | Internationaal | Jannik Sinner Madison Keys                                                  |                                    |
| 13 - 23         | Multisportevenement | Winteruniversiade 2025                                                     | Internationaal | Frankrijk                                                                   |                                    |
| 14 – 2 februari | Handbal             | WK handbal mannen 2025                                                     | Internationaal | Denemarken                                                                  |                                    |
| 14              | IJshockey           | Finale CEHL Cup 2025                                                       | Internationaal | Snackpoint Eaters Limburg                                                   | [ 33 ]                             |
| 14              | Alpineskiën         | Wereldbeker vrouwen 2024/2025: Flachau                                     | Internationaal | Camille Rast                                                                |                                    |
| 14 - 15         | Snowboarden         | Wereldbeker snowboarden paralelslalom 2024/2025: Bad Gastein               | Internationaal | Aaron March Ramona Theresia Hofmeister Oostenrijk 1                         | [ 34 ] [ 35 ] [ 36 ] [ 37 ]        |
| 15 - 19         | Biatlon             | Wereldbeker biatlon 2024/2025: Ruhpolding                                  | Internationaal | Frankrijk                                                                   |                                    |
| 16 - 19         | Paardrijden         | Wereldbeker springen: Leipzig                                              | Internationaal | Willem Greve                                                                | [ 38 ]                             |
| 16 - 19         | Kunstschaatsen      | 54th Volvo Open Cup                                                        | Internationaal | Fedir Kulish Olivia Lisko                                                   | [ 39 ]                             |
| 16 - 17         | Freestyleskiën      | Wereldbeker freestyleskiën skicross 2024/2025: Reiteralm                   | Internationaal | Florian Wilmsmann Youri Duplessis Kergomard Hannah Schmidt India Sherret    |                                    |
| 17              | Freestyleskiën      | Wereldbeker freestyleskiën slopestyle 2024/2025: Laax                      | Internationaal | Birk Ruud Eileen Gu                                                         |                                    |
| 17 - 19         | Alpineskiën         | Wereldbeker mannen 2024/2025: Wengen                                       | Internationaal | Franjo von Allmen Marco Odermatt Atle Lie McGrath                           |                                    |
| 17 - 19         | Langlaufen          | Wereldbeker langlaufen 2024/2025: Les Rousses                              | Internationaal | Zweden                                                                      |                                    |
| 17 – 19         | Shorttrack          | Europese kampioenschappen shorttrack 2025                                  | Continentaal   | Italië                                                                      | [ 11 ]                             |
| 17 – 2 februari | Schaken             | Tata Steel-toernooi 2025                                                   | Internationaal | R Praggnanandhaa                                                            | [ 40 ]                             |
| 18 - 19         | Alpineskiën         | Wereldbeker vrouwen 2024/2025: Cortina d'Ampezzo                           | Internationaal | Sofia Goggia Federica Brignone                                              |                                    |
| 18 - 19         | Noordse combinatie  | Wereldbeker noordse combinatie 2024/2025: chonach                          | Internationaal | Noorwegen                                                                   |                                    |
| 18 - 19         | Schansspringen      | Wereldbeker schansspringen mannen 2024/2025: Zakopane                      | Internationaal | Daniel Tschofenig Oostenrijk                                                |                                    |
| 18 - 19         | Schansspringen      | Wereldbeker schansspringen vrouwen 2024/2025: Sapporo                      | Internationaal | Alexandria Loutitt Eirin Maria Kvandal                                      |                                    |
| 18 - 19         | Freestyleskiën      | Wereldbeker freestyleskiën mannen aerials 2024/2025: Lake Placid           | Internationaal | Sun Jiaxu                                                                   | [ 41 ]                             |
| 18 - 19         | Snowboarden         | Wereldbeker snowboarden paralelreuzenslalom 2024/2025: Bad Gastein         | Internationaal | Andreas Prommegger Dario Caviezel Ramona Theresia Hofmeister                | [ 42 ] [ 43 ] [ 44 ] [ 45 ] [ 46 ] |
| 18 - 19         | Bobsleeën           | Wereldbeker bobsleeën 2024/2025: Innsbruck-Igls                            | Internationaal | Duitsland                                                                   |                                    |
| 18 - 19         | Rodelen             | Europese kampioenschappen rodelen 2025                                     | Continentaal   | Oostenrijk                                                                  |                                    |
| 18              | Marathonschaatsen   | Marathon Cup 13 2025                                                       | Internationaal | Bart Hoolwerf Bente Kerkhoff                                                | [ 47 ]                             |
| 18              | Snowboarden         | Wereldbeker snowboarden halfpipe 2024/2025: Laax                           | Internationaal | Scotty James Chloe Kim                                                      | [ 48 ] [ 49 ]                      |
| 19              | Veldrijden          | Wereldbeker Benidorm 2025                                                  | Internationaal | Thibau Nys Fem van Empel                                                    | [ 50 ]                             |
| 21              | Alpineskiën         | Wereldbeker vrouwen 2024/2025: Kronplatz                                   | Internationaal | Alice Robinson                                                              |                                    |
| 21 – 26         | Wielrennen          | Tour Down Under 2025                                                       | Internationaal | Jhonatan Narváez Noemi Rüegg                                                | [ 51 ]                             |
| 23              | Marathonschaatsen   | Grand Prix 1; Aart Koopmans Memorial 2025                                  | Internationaal | Sjoerd den Hertog Femke Mossinkoff                                          |                                    |
| 23 - 24         | Freestyleskiën      | Wereldbeker freestyleskiën skicross 2024/2025: Alleghe                     | Internationaal | Afgelast                                                                    |                                    |
| 23 - 26         | Paardrijden         | Jumping Amsterdam 2025                                                     | Internationaal | Charlotte Fry Marc Houtzager                                                | [ 52 ] [ 53 ]                      |
| 23 - 26         | Biatlon             | Wereldbeker biatlon 2024/2025: Antholz                                     | Internationaal | Frankrijk                                                                   |                                    |
| 24 - 25         | Freestyleskiën      | Wereldbeker freestyleskiën moguls en dual moguls 2024/2025: Waterville     | Internationaal | Mikaël Kingsbury Perrine Laffont                                            | [ 54 ]                             |
| 24 - 25         | Snowboarden         | Wereldbeker snowboarden snowboardcross 2024/2025: Dolní Morava             | Internationaal | Afgelast                                                                    |                                    |
| 24 - 26         | Langlaufen          | Wereldbeker langlaufen 2024/2025: Engadin                                  | Internationaal | Zweden I                                                                    |                                    |
| 24 - 26         | Schaatsen           | Wereldbeker schaatsen 2024/2025: Calgary                                   | Internationaal | Verenigde Staten                                                            | [ 15 ]                             |
| 24 - 26         | Alpineskiën         | Wereldbeker mannen 2024/2025: Kitzbühel                                    | Internationaal | Marco Odermatt James Crawford Clément Noël                                  |                                    |
| 24 - 26         | Schansspringen      | Wereldbeker schansspringen vrouwen 2024/2025: Zaō                          | Internationaal | Nika Prevc Jacqueline Seifriedsberger                                       |                                    |
| 24 - 26         | Bobsleeën           | Wereldbeker bobsleeën 2024/2025: St. Moritz                                | Internationaal | Verenigde Staten                                                            |                                    |
| 25 - 26         | Alpineskiën         | Wereldbeker vrouwen 2024/2025: Garmisch-Partenkirchen                      | Internationaal | Federica Brignone Lara Gut-Behrami                                          | [ 55 ]                             |
| 25 - 26         | Schansspringen      | Wereldbeker schansspringen mannen 2024/2025: Oberstdorf                    | Internationaal | Timi Zajc Domen Prevc                                                       |                                    |
| 25 - 26         | Freestyleskiën      | Wereldbeker freestyleskiën vrouwen aerials 2024/2025: Lac-Beauport         | Internationaal | Qi Guangpu Laura Peel                                                       |                                    |
| 25 - 26         | Ski-alpinisme       | Wereldbeker ski-alpinisme 2024/2025: Arinsal                               | Internationaal | Rémi Bonnet Axelle Gachet Mollaret                                          | [ 56 ] [ 57 ]                      |
| 25 - 26         | Rodelen             | Wereldbeker rodelen 2024/2025: Oberhof II                                  | Internationaal | Oostenrijk                                                                  |                                    |
| 25              | Marathonschaatsen   | Open NK marathonschaatsen op natuurijs 2025                                | Internationaal | Wisse Slendebroek Esther Kiel                                               | [ 12 ]                             |
| 25              | Snowboarden         | Wereldbeker snowboarden paralelreuzenslalom 2024/2025: Rogla               | Internationaal | Maurizio Bormolini Tsubaki Miki                                             |                                    |
| 25              | Veldrijden          | Wereldbeker Maasmechelen 2025                                              | Internationaal | Mathieu van der Poel Blanka Vas                                             |                                    |
| 26              | Veldrijden          | GP Adrie van der Poel: Hoogerheide                                         | Internationaal | Mathieu van der Poel Lucinda Brand                                          |                                    |
| 27              | Marathonschaatsen   | Grand Prix 2; sprint 2025                                                  | Internationaal | Luc ter Haar Tessa Snoek                                                    | [ 58 ]                             |
| 27 - 2 februari | Kunstschaatsen      | EK kunstschaatsen 2025                                                     | Continentaal   | Italië                                                                      | [ 59 ]                             |
| 28 - 29         | Alpineskiën         | Wereldbeker mannen 2024/2025: Schladming                                   | Internationaal | Alexander Steen Olsen Timon Haugan                                          |                                    |
| 29              | Marathonschaatsen   | Grand Prix 3; Alternatieve Elfstedentocht Weissensee 2025                  | Internationaal | Afgelast                                                                    | [ 60 ]                             |
| 29 - 2 februari | Darts               | Winmau World Masters 2025                                                  | Internationaal | Luke Humphries                                                              | [ 61 ]                             |
| 30              | Alpineskiën         | Wereldbeker vrouwen 2024/2025: Courchevel                                  | Internationaal | Zrinka Ljutić                                                               |                                    |
| 30 - 2 februari | Darts               | Dutch Open                                                                 | Internationaal | Jeffrey Sparidaans Rhian O'Sullivan                                         |                                    |
| 31              | Freestyleskiën      | Wereldbeker freestyleskiën moguls en dual moguls 2024/2025: Val St. Come   | Internationaal | Mikaël Kingsbury Maïa Schwinghammer                                         |                                    |
| 31 - 2 februari | Schaatsen           | Wereldbeker schaatsen 2024/2025: Milwaukee                                 | Internationaal | Nederland                                                                   |                                    |
| 31 - 2 februari | Langlaufen          | Wereldbeker langlaufen 2024/2025: Cogne                                    | Internationaal | Noorwegen                                                                   |                                    |
| 31 - 2 februari | Noordse combinatie  | Wereldbeker noordse combinatie 2024/2025: Seefeld                          | Internationaal | Noorwegen                                                                   |                                    |
| 31 - 2 februari | Schansspringen      | Wereldbeker schansspringen mannen, vrouwen en gemengd 2024/2025: Willingen | Internationaal | Daniel Tschofenig Eirin Maria Kvandal Noorwegen                             |                                    |
| 31 januari – 2  | Veldrijden          | Wereldkampioenschappen veldrijden 2025                                     | Internationaal | Nederland                                                                   | [ 62 ] [ 63 ]                      |

### Februari
| Datum        | Sport                 | Evenement                                                                    | Type           | Winnaar/s                                                                        |        |
| ------------ | --------------------- | ---------------------------------------------------------------------------- | -------------- | -------------------------------------------------------------------------------- | ------ |
| 1            | Freestyleskiën        | Wereldbeker freestyleskiën slopestyle 2024/2025: Aspen                       | Internationaal | Alex Hall Tess Ledeux                                                            |        |
| 1            | Snowboarden           | Wereldbeker snowboarden halfpipe 2024/2025: Aspen                            | Internationaal | Ruka Hirano Chloe Kim                                                            |        |
| 1 - 2        | Ski-alpinisme         | Wereldbeker ski-alpinisme 2024/2025: Boí Taüll                               | Internationaal | Oriol Cardona Coll Emily Harrop                                                  |        |
| 1 - 2        | Freestyleskiën        | Wereldbeker freestyleskiën skicross 2024/2025: Veysonnaz                     | Internationaal | Simone Deromedis Youri Duplessis Kergomard Marielle Thompson                     |        |
| 1 - 2        | Snowboarden           | Wereldbeker snowboarden snowboardcross 2024/2025: Beidahu                    | Internationaal | Éliot Grondin Marielle Thompson Charlotte Bankes                                 |        |
| 1 - 2        | Freestyleskiën        | Wereldbeker freestyleskiën halfpipe en slopestyle 2024/2025: Aspen           | Internationaal | Alex Ferreira Alex Hall Tess Ledeux Zoe Atkin                                    |        |
| 1 – 9        | Tennis                | ATP-toernooi van Rotterdam                                                   | Internationaal | Carlos Alcaraz                                                                   | [ 64 ] |
| 2            | Alpineskiën           | Wereldbeker mannen 2024/2025: Garmisch-Partenkirchen                         | Internationaal | Afgelast                                                                         |        |
| 2 - 6        | Snowboarden           | Wereldbeker snowboarden slopestyle en big air 2024/2025: Aspen               | Internationaal | Francis Jobin Zoi Sadowski-Synnott                                               |        |
| 4 - 16       | Alpineskiën           | Wereldkampioenschappen alpineskiën 2025                                      | Internationaal | Zwitserland                                                                      |        |
| 6            | Freestyleskiën        | Wereldbeker freestyleskiën big air 2024/2025: Aspen                          | Internationaal | Matěj Švancer Megan Oldham                                                       |        |
| 6 - 7        | Freestyleskiën        | Wereldbeker freestyleskiën aerials 2024/2025: Deer Valley                    | Internationaal | Quinn Dehlinger Laura Peel                                                       |        |
| 6 - 8        | Freestyleskiën        | Wereldbeker freestyleskiën moguls en dual moguls 2024/2025: Deer Valley      | Internationaal | Jaelin Kauf Ikuma Horishima                                                      |        |
| 6 - 8        | Rodelen               | Wereldkampioenschappen rodelen 2025                                          | Internationaal | Duitsland                                                                        |        |
| 6 - 9        | IJshockey             | Olympisch kwalificatie toernooi vrouwen: Tomakomai                           | Internationaal | Japan                                                                            |        |
| 6 - 9        | IJshockey             | Olympisch kwalificatie toernooi vrouwen: Gävle                               | Internationaal | Zweden                                                                           |        |
| 6 - 9        | IJshockey             | Olympisch kwalificatie toernooi vrouwen: Bremerhaven                         | Internationaal | Duitsland                                                                        |        |
| 7 - 9        | Noordse combinatie    | Wereldbeker noordse combinatie 2024/2025: Otepää                             | Internationaal | Duitsland                                                                        |        |
| 7 - 9        | Shorttrack            | Wereldbeker shorttrack 2024/2025: Tilburg                                    | Internationaal | Nederland                                                                        | [ 65 ] |
| 7 - 9        | Schansspringen        | Wereldbeker schansspringen mannen, vrouwen en gemengd 2024/2025: Lake Placid | Internationaal | Johann André Forfang Daniel Tschofenig Nika Prevc Duitsland                      |        |
| 7            | Skeleton              | Wereldbeker skeleton 2024/2025: Lillehammer                                  | Internationaal | Lin Qinwei Janine Flock                                                          | [ 66 ] |
| 8            | Marathonschaatsen     | Marathon cup 14; Rein Zwart Bokaal 2025                                      | Internationaal | Sjoerd den Hertog Marijke Groenewoud                                             | [ 67 ] |
| 8 - 9        | Freestyleskiën        | Wereldbeker freestyleskiën skicross 2024/2025: Val di Fassa                  | Internationaal | Ryan Regez Reece Howden Marielle Thompson Jole Galli                             |        |
| 8 - 9        | Bobsleeën en Skeleton | Europese kampioenschappen bobsleeën en skeleton                              | Continentaal   | Duitsland                                                                        | [ 66 ] |
| 9 - 16       | Bobsleeën             | Wereldbeker bobsleeën 2024/2025: Lillehammer                                 | Internationaal | Duitsland                                                                        |        |
| 9            | IJshockey             | Eredivisie ijshockey 2025                                                    | Nationaal      | UNIS Flyers                                                                      | [ 68 ] |
| 10 - 23      | Biatlon               | Wereldkampioenschappen biatlon 2025                                          | Internationaal | Frankrijk                                                                        |        |
| 12 - 16      | Baanwielrennen        | Europese kampioenschappen baanwielrennen 2025                                | Continentaal   | Nederland                                                                        |        |
| 13 - 16      | Kunstschaatsen        | Nederlandse kampioenschappen kunstschaatsen 2025                             | Nationaal      | Niki Wories Daria Danilova en Michel Tsiba Chelsea Verhaegh en Sherim van Geffen | [ 69 ] |
| 14 – 16      | Schaatsen             | Nederlandse kampioenschappen schaatsen afstanden 2025                        | Nationaal      | Diverse winnaars                                                                 |        |
| 14 – 16      | Langlaufen            | Wereldbeker langlaufen 2024/2025: Falun                                      | Internationaal | Noorwegen                                                                        |        |
| 14 – 16      | Shorttrack            | Wereldbeker shorttrack 2024/2025: Milaan                                     | Internationaal | Nederland                                                                        | [ 70 ] |
| 15           | Marathonschaatsen     | Marathon Cup 15 2025                                                         | Internationaal | Jordy Harink Marijke Groenewoud                                                  | [ 71 ] |
| 15           | Freestyleskiën        | Wereldbeker freestyleskiën halfpipe 2024/2025: Calgary                       | Internationaal | Finley Melville Ives Li Fanghui                                                  |        |
| 15           | Snowboarden           | Wereldbeker snowboarden snowboardcross 2024/2025: Cortina d'Ampezzo          | Internationaal | Aidan Chollet Charlotte Bankes                                                   |        |
| 15 - 16      | Schansspringen        | Wereldbeker schansspringen mannen 2024/2025: Sapporo                         | Internationaal | Ryoyu Kobayashi                                                                  |        |
| 15 - 16      | Schansspringen        | Wereldbeker schansspringen vrouwen 2024/2025: Ljubno                         | Internationaal | Nika Prevc                                                                       |        |
| 15 - 16      | Snowboarden           | Wereldbeker snowboarden paralelreuzenslalom 2024/2025: Val. St. Come         | Internationaal | Žan Košir Elias Huber                                                            |        |
| 15 - 16      | Rodelen               | Wereldbeker rodelen 2024/2025: Pyeongchang                                   | Internationaal | Wolfgang Kindl Oostenrijk Lisa Schulte Duitsland                                 |        |
| 19           | Marathonschaatsen     | Grand Prix 4 2025                                                            | Internationaal | Jordy Harink Veerle van Koppen                                                   | [ 72 ] |
| 19 - 23      | Kunstschaatsen        | Viercontinentenkampioenschap kunstschaatsen 2025                             | Continentaal   | Canada                                                                           |        |
| 21           | Marathonschaatsen     | Grand Prix 5 2025                                                            | Internationaal | Luc ter Haar Tessa Snoek                                                         | [ 73 ] |
| 21           | Snowboarden           | Wereldbeker snowboarden halfpipe 2024/2025: Calcary                          | Internationaal | Ruka Hirano Sena Tomita                                                          |        |
| 21 - 23      | Ski-alpinisme         | Wereldbeker ski-alpinisme 2024/2025: Bormio                                  | Internationaal |                                                                                  |        |
| 21 - 23      | Freestyleskiën        | Wereldbeker freestyleskiën moguls, dual moguls en aerials 2024/2025: Beidahu | Internationaal | Ikuma Horishima Severi Vierelä Li Tianma Jaelin Kauf Xu Mengtao                  |        |
| 21 - 23      | Schaatsen             | Wereldbeker schaatsen 2024/2025: Tomaszów Mazowiecki                         | Internationaal | Verenigde Staten                                                                 |        |
| 22           | Freestyleskiën        | Wereldbeker freestyleskiën slopestyle 2024/2025: Stoneham                    | Internationaal | Matěj Švancer Flora Tabanelli                                                    |        |
| 22           | Marathonschaatsen     | Grand Prix 6 2025                                                            | Internationaal | Daan Gelling Esther Kiel                                                         |        |
| 22 - 23      | Alpineskiën           | Wereldbeker mannen 2024/2025: Crans-Montana                                  | Internationaal |                                                                                  |        |
| 22 - 23      | Alpineskiën           | Wereldbeker vrouwen 2024/2025: Sestriere                                     | Internationaal |                                                                                  |        |
| 22 - 23      | Schansspringen        | Wereldbeker schansspringen vrouwen 2024/2025: Hinzenbach                     | Internationaal |                                                                                  |        |
| 22 - 23      | Rodelen               | Wereldbeker rodelen 2024/2025: Yanqing                                       | Internationaal |                                                                                  |        |
| 26 - 9 maart | Langlaufen            | Wereldkampioenschappen langlaufen 2025                                       | Internationaal |                                                                                  |        |
| 26 - 9 maart | Noordse combinatie    | Wereldkampioenschappen noordse combinatie 2025                               | Internationaal |                                                                                  |        |
| 26 - 9 maart | Schansspringen        | Wereldkampioenschappen schansspringen 2025                                   | Internationaal |                                                                                  |        |
| 28 - 1 maart | Freestyleskiën        | Wereldbeker freestyleskiën skicross 2024/2025: Gudauri                       | Internationaal |                                                                                  |        |
| 28 - 2 maart | Freestyleskiën        | Wereldbeker freestyleskiën moguls, dual moguls en aerials 2024/2025: Almaty  | Internationaal |                                                                                  |        |
| 28 - 2 maart | Schaatsen             | Wereldbeker schaatsen 2024/2025: Heerenveen                                  | Internationaal |                                                                                  |        |
| 28 - 3 maart | Darts                 | UK Open 2025                                                                 | Internationaal | Luke Littler                                                                     | [ 74 ] |

### Maart
| Datum   | Sport              | Evenement                                                                           | Type           | Winnaar/s |
| ------- | ------------------ | ----------------------------------------------------------------------------------- | -------------- | --------- |
| 1       | Marathonschaatsen  | Marathon Cup 16; finale 2025                                                        | Internationaal |           |
| 1       | Snowboarden        | Wereldbeker snowboarden snowboardcross 2024/2025: Erzurum                           | Internationaal |           |
| 1 - 2   | Alpineskiën        | Wereldbeker mannen 2024/2025: Kranjska Gora                                         | Internationaal |           |
| 1 - 2   | Snowboarden        | Wereldbeker snowboarden paralelreuzenslalom 2024/2025: Krynica                      | Internationaal |           |
| 1 - 3   | Alpineskiën        | Wereldbeker vrouwen 2024/2025: Kvitfjell                                            | Internationaal |           |
| 6 - 8   | Skeleton           | Wereldkampioenschappen skeleton 2025                                                | Internationaal |           |
| 6 – 9   | Atletiek           | Europese kampioenschappen indoor 2025                                               | Internationaal |           |
| 6 – 9   | Biatlon            | Wereldbeker biatlon 2024/2025: Nové Město na Moravě                                 | Internationaal |           |
| 8 - 9   | Alpineskiën        | Wereldbeker mannen 2024/2025: Kvitfjell                                             | Internationaal |           |
| 8 - 9   | Alpineskiën        | Wereldbeker vrouwen 2024/2025: Åre                                                  | Internationaal |           |
| 8 - 9   | Snowboarden        | Wereldbeker snowboarden snowboardcross 2024/2025: Gudauri                           | Internationaal |           |
| 8 - 15  | Bobsleeën          | Wereldkampioenschappen bobsleeën 2025                                               | Internationaal |           |
| 11 - 13 | Freestyleskiën     | Wereldbeker freestyleskiën mannen moguls, dual moguls en aerials 2024/2025: Livigno | Internationaal |           |
| 13      | Schansspringen     | Wereldbeker schansspringen mannen en vrouwen 2024/2025: Oslo                        | Internationaal |           |
| 13 - 14 | Freestyleskiën     | Wereldbeker freestyleskiën slopestyle en big air 2024/2025: Tignes                  | Internationaal |           |
| 13 – 16 | Schaatsen          | Wereldkampioenschappen afstanden 2025                                               | Internationaal |           |
| 14 - 15 | Freestyleskiën     | Wereldbeker freestyleskiën skicross 2024/2025: Craigleith                           | Internationaal |           |
| 14 - 15 | Ski-alpinisme      | Wereldbeker ski-alpinisme 2024/2025: Schladming                                     | Internationaal |           |
| 14 – 16 | Autosport          | Start Formule 1-seizoen                                                             | Internationaal |           |
| 14 – 16 | Shorttrack         | Wereldkampioenschappen shorttrack 2025                                              | Internationaal |           |
| 14 - 16 | Schansspringen     | Wereldbeker schansspringen mannen en vrouwen 2024/2025: Vikersund                   | Internationaal |           |
| 6 – 9   | Biatlon            | Wereldbeker biatlon 2024/2025: Pokljuka                                             | Internationaal |           |
| 14      | Snowboarden        | Wereldbeker snowboarden slopestyle en big air 2024/2025: Flachauwinkl               | Internationaal |           |
| 15 - 16 | Alpineskiën        | Wereldbeker mannen 2024/2025: Hafjell                                               | Internationaal |           |
| 15 - 16 | Alpineskiën        | Wereldbeker vrouwen 2024/2025: La Thuile                                            | Internationaal |           |
| 15 - 16 | Langlaufen         | Wereldbeker langlaufen 2024/2025: Oslo                                              | Internationaal |           |
| 15 - 16 | Noordse combinatie | Wereldbeker noordse combinatie 2024/2025: Oslo                                      | Internationaal |           |
| 15 - 16 | Snowboarden        | Wereldbeker snowboarden paralelslalom 2024/2025: Winterberg                         | Internationaal |           |
| 17 - 30 | Freestyleskiën     | Wereldkampioenschappen Freestyleskien 2025                                          | Internationaal |           |
| 17 - 30 | Snowboarden        | Wereldkampioenschappen Snowboarden 2025                                             | Internationaal |           |
| 19      | Langlaufen         | Wereldbeker langlaufen 2024/2025: Tallinn                                           | Internationaal |           |
| 20 - 22 | Ski-alpinisme      | Wereldbeker ski-alpinisme 2024/2025: Val Martello                                   | Internationaal |           |
| 20 – 23 | Voetbal            | Kwartfinales Nations League (m)                                                     | Internationaal |           |
| 20 - 21 | Schansspringen     | Wereldbeker schansspringen vrouwen 2024/2025: Lahti                                 | Internationaal |           |
| 21      | Snowboarden        | Wereldbeker snowboarden snowboardcross 2024/2025: Montafon                          | Internationaal |           |
| 21 – 23 | Atletiek           | Wereldkampioenschappen indoor 2025                                                  | Internationaal |           |
| 21 – 23 | Biatlon            | Wereldbeker biatlon 2024/2025: Oslo                                                 | Internationaal |           |
| 22      | Schansspringen     | Wereldbeker schansspringen mannen 2024/2025: Lahti                                  | Internationaal |           |
| 22 - 23 | Langlaufen         | Wereldbeker langlaufen 2024/2025: Lahti                                             | Internationaal |           |
| 22 - 23 | Noordse combinatie | Wereldbeker noordse combinatie 2024/2025: Lahti                                     | Internationaal |           |
| 22 - 27 | Alpineskiën        | Wereldbeker mannen 2024/2025: Sun Valley                                            | Internationaal |           |
| 22 - 27 | Alpineskiën        | Wereldbeker vrouwen 2024/2025: Sun Valley                                           | Internationaal |           |
| 24 - 30 | Kunstschaatsen     | Wereldkampioenschappen kunstschaatsen 2025                                          | Internationaal |           |
| 28 - 30 | Schansspringen     | Wereldbeker schansspringen mannen 2024/2025: Planica                                | Internationaal |           |
| 29 - 30 | Freestyleskiën     | Wereldbeker freestyleskiën skicross 2024/2025: Idre Fjäll                           | Internationaal |           |

### April
| Datum   | Sport         | Evenement                                                      | Type           | Winnaar/s                                                 |
| ------- | ------------- | -------------------------------------------------------------- | -------------- | --------------------------------------------------------- |
| 3 - 5   | Ski-alpinisme | Wereldbeker ski-alpinisme 2024/2025: Villars-sur-Ollon         | Internationaal |                                                           |
| 5 - 6   | Snowboarden   | Wereldbeker snowboarden snowboardcross 2024/2025: Mt. St. Anne | Internationaal |                                                           |
| 6       | Wielrennen    | Ronde van Vlaanderen                                           | Internationaal | Dames: Lotte Kopecky Heren: Tadej Pogačar                 |
| 9       | Wielrennen    | Scheldeprijs                                                   | Internationaal | Tim Merlier                                               |
| 10 - 13 | Golf          | US Masters 2025                                                | Internationaal | Rory McIlroy                                              |
| 10 - 13 | Ski-alpinisme | Wereldbeker ski-alpinisme 2024/2025: Tromsø                    | Internationaal |                                                           |
| 11 - 15 | Waterpolo     | ? Wereldbeker waterpolo Super finale vrouwen 2025              | Internationaal |                                                           |
| 12 – 13 | Wielrennen    | Parijs-Roubaix                                                 | Internationaal | Dames: Pauline Ferrand-Prévot Heren: Mathieu van der Poel |
| 13      | Atletiek      | Marathon Rotterdam                                             | Internationaal | Dames: Jackline Cherono Heren: Geoffrey Kamworor          |
| 16 - 21 | Hockey        | Euro Hockey League                                             | Internationaal |                                                           |
| 18      | Wielrennen    | Brabantse Pijl                                                 | Internationaal | Remco Evenepoel                                           |
| 18 - 20 | Waterpolo     | Wereldbeker waterpolo Super finale mannen 2025                 | internationaal |                                                           |
| 20      | Wielrennen    | Amstel Gold Race                                               | Internationaal | Mattias Skjelmose                                         |
| 23      | Wielrennen    | Waalse Pijl                                                    | Internationaal | Tadej Pogačar                                             |
| 27      | Wielrennen    | Luik-Bastenaken-Luik                                           | Internationaal | Tadej Pogačar                                             |

### Mei
| Datum           | Sport      | Evenement                          | Type           | Winnaar/s           | Bron          |
| --------------- | ---------- | ---------------------------------- | -------------- | ------------------- | ------------- |
| 19 april - 5    | Snooker    | Wereldkampioenschap snooker 2025   | Internationaal | Zhao Xintong        | [ 75 ]        |
| 17              | Voetbal    | FA Cup 2024/25                     | Nationaal      | Crystal Palace      |               |
| 15-18           | Golf       | PGA Championship                   | Internationaal | Scottie Scheffler   |               |
| 21              | Voetbal    | Finale UEFA Europa League 2025     | Internationaal | Tottenham Hotspur   |               |
| 28              | Voetbal    | Finale UEFA Conference League 2025 | Internationaal | Chelsea             |               |
| 6 februari - 29 | Darts      | Premier League Darts 2025          | Internationaal | Luke Humphries      | [ 76 ] [ 77 ] |
| 31              | Voetbal    | Finale UEFA Champions League 2025  | Internationaal | Paris Saint-Germain |               |
| 9 - 1 juni      | Wielrennen | Giro d'Italia                      | Internationaal | Simon Yates         |               |

### Juni
| Datum   | Sport      | Evenement                  | Type           | Winnaar/s                 | Bron          |
| ------- | ---------- | -------------------------- | -------------- | ------------------------- | ------------- |
| 25 - 8  | Tennis     | Roland Garros 2025         | Internationaal | Cori Gauff Carlos Alcaraz |               |
| 4 - 8   | Voetbal    | Nations League finaleronde | Internationaal | Portugal                  |               |
| 9       | Atletiek   | FBK Games                  | Internationaal |                           |               |
| 12 - 15 | Darts      | World Cup of Darts 2025    | Internationaal | Josh Rock Daryl Gurney    | [ 78 ] [ 79 ] |
| 5 - 15  | Golf       | U.S. Open (golf)           | Internationaal | J.J.Spaun                 |               |
| 23 - 29 | Basketbal  | WK 3x3                     | Internationaal |                           |               |
| 27 - 29 | Motorsport | TT Assen                   | Internationaal |                           |               |

### Juli
| Datum                | Sport      | Evenement                | Type           | Winnaar/s              |
| -------------------- | ---------- | ------------------------ | -------------- | ---------------------- |
| 17 - 20              | Golf       | The Open Championship    | Internationaal | Scottie Scheffler      |
| 2 - 27               | Voetbal    | EK vrouwen               | Internationaal | Engels voetbalelftal   |
| 5 - 27               | Wielrennen | Ronde van Frankrijk 2025 | Internationaal | Tadej Pogačar          |
| 19 - 27              | Darts      | World Matchplay          | Internationaal | Luke Littler           |
| 27                   | Darts      | Women's World Matchplay  | Internationaal | Lisa Ashton            |
| 11 - 3 augustus      | Zwemmen    | WK multidisciplinair     | Internationaal |                        |
| 26 juli - 3 augustus | Wielrennen | Tour des Femmes 2025     | Internationaal | Pauline Ferrand-Prévot |

### Augustus
| Datum             | Sport      | Evenement                                                                            | Type           | Winnaar/s |
| ----------------- | ---------- | ------------------------------------------------------------------------------------ | -------------- | --------- |
| 8 - 17            | Hockey     | Europees kampioenschap hockey mannen 2025 Europees kampioenschap hockey vrouwen 2025 | Continentaal   |           |
| 22 - 7 september  | Volleybal  | WK                                                                                   | Internationaal |           |
| 23 - 14 september | Wielrennen | Vuelta a España                                                                      | Internationaal |           |
| 29 - 31           | Autosport  | Dutch Grand Prix Formule 1                                                           | Internationaal |           |

### September
| Datum   | Sport      | Evenement  | Type           | Winnaar/s |
| ------- | ---------- | ---------- | -------------- | --------- |
| 13 - 21 | Atletiek   | WK outdoor | Internationaal |           |
| 21 - 28 | Wielrennen | WK         | Internationaal |           |

### Oktober
| Datum   | Sport  | Evenement | Type           | Winnaar/s |
| ------- | ------ | --------- | -------------- | --------- |
| 19 - 25 | Turnen | WK        | Internationaal |           |

### November
| Datum            | Sport      | Evenement  | Type           | Winnaar/s |
| ---------------- | ---------- | ---------- | -------------- | --------- |
| 9                | Veldrijden | EK         | Continentaal   |           |
| 27 - 14 december | Handbal    | WK vrouwen | Internationaal |           |

### December
| Datum   | Sport     | Evenement                      | Type | Winnaar/s |
| ------- | --------- | ------------------------------ | ---- | --------- |
| 26 - 30 | Schaatsen | Olympisch kwalificatietoernooi |      |           |

## Per sport

### Autosport

#### Formule 1
| GP nr. | Ronde | Grand Prix                 | Circuit                                      | Plaats             | Datum        |
| ------ | ----- | -------------------------- | -------------------------------------------- | ------------------ | ------------ |
| 1126   | 1     | GP van Australië           | Albert Park Circuit                          | Melbourne          | 16 maart     |
| 1127   | 2     | GP van China               | Shanghai International Circuit               | Shanghai           | 23 maart     |
| 1128   | 3     | GP van Japan               | Suzuka International Racing Course           | Suzuka             | 6 april      |
| 1129   | 4     | GP van Bahrein             | Bahrain International Circuit                | Sakhir             | 13 april     |
| 1130   | 5     | GP van Saoedi-Arabië       | Jeddah Corniche Circuit                      | Jeddah             | 20 april     |
| 1131   | 6     | GP van Miami               | Miami International Autodrome                | Miami (Florida)    | 4 mei        |
| 1132   | 7     | GP van Emilia-Romagna      | Autodromo Internazionale Enzo e Dino Ferrari | Imola              | 18 mei       |
| 1133   | 8     | GP van Monaco              | Circuit de Monaco                            | Monaco             | 25 mei       |
| 1134   | 9     | GP van Spanje              | Circuit de Barcelona-Catalunya               | Montmeló           | 1 juni       |
| 1135   | 10    | GP van Canada              | Circuit Gilles Villeneuve                    | Montreal (Quebec)  | 15 juni      |
| 1136   | 11    | GP van Oostenrijk          | Red Bull Ring                                | Spielberg          | 29 juni      |
| 1137   | 12    | GP van Groot-Brittannië    | Silverstone Circuit                          | Silverstone        | 6 juli       |
| 1138   | 13    | GP van België              | Circuit de Spa-Francorchamps                 | Stavelot           | 27 juli      |
| 1139   | 14    | GP van Hongarije           | Hungaroring                                  | Mogyoród           | 3 augustus   |
| 1140   | 15    | GP van Nederland           | Circuit Zandvoort                            | Zandvoort          | 31 augustus  |
| 1141   | 16    | GP van Italië              | Autodromo Nazionale di Monza                 | Monza              | 7 september  |
| 1142   | 17    | GP van Azerbeidzjan        | Baku City Circuit                            | Bakoe              | 21 september |
| 1143   | 18    | GP van Singapore           | Marina Bay Street Circuit                    | Singapore          | 5 oktober    |
| 1144   | 19    | GP van de Verenigde Staten | Circuit of The Americas                      | Austin (Texas)     | 19 oktober   |
| 1145   | 20    | GP van Mexico-Stad         | Autódromo Hermanos Rodríguez                 | Mexico-Stad        | 26 oktober   |
| 1146   | 21    | GP van São Paulo           | Autódromo José Carlos Pace                   | São Paulo          | 9 november   |
| 1147   | 22    | GP van Las Vegas           | Las Vegas Street Circuit                     | Las Vegas (Nevada) | 22 november  |
| 1148   | 23    | GP van Qatar               | Losail International Circuit                 | Lusail             | 30 november  |
| 1149   | 24    | GP van Abu Dhabi           | Yas Marina Circuit                           | Yas                | 7 december   |

### Darts

#### Professional Darts Corporation

##### Televisietoernooien
- World Darts Championship:  Luke Littler wint met 7-3 van  Michael van Gerwen.
- The Masters:  Luke Humphries wint met 6-5 van  Jonny Clayton.
- UK Open:  Luke Littler wint met 11-2 van  James Wade.
- Premier League of Darts:  Luke Humphries wint met 11-8 van  Luke Littler.
- World Cup of Darts:  Josh Rock en Daryl Gurney winnen met 10-9 van  Jonny Clayton en Gerwyn Price.
- World Matchplay:  Luke Littler wint met 18-13 van  James Wade.
  - Women's World Matchplay:  Lisa Ashton wint met 6-5 van  Fallon Sherrock.
- World Series of Darts Finals:
- World Grand Prix:
- European Darts Championship:
- Grand Slam of Darts:
- Players Championship Finals: 
  - PDC World Youth Championship:

#### World Darts Federation
WDF World Darts Championship
- - Mannen:
  - Vrouwen:
- Dutch Open
  - Mannen:  Jeffrey Sparidaans wint met 3-0 van  David Fatum.
  - Vrouwen:  Rhian O'Sullivan wint met 5-2 van  Lerena Rietbergen.

### Shorttrack

#### Europees kampioenschap
Mannen
| Onderdeel            | Goud                                                                                | Goud | Zilver                                                                       | Zilver | Brons                                                | Brons           |
| -------------------- | ----------------------------------------------------------------------------------- | ---- | ---------------------------------------------------------------------------- | ------ | ---------------------------------------------------- | --------------- |
| 500 meter            | Jens van 't Wout                                                                    | NED  | Pietro Sighel                                                                | ITA    | Quentin Fercoq                                       | FRA             |
| 1000 meter           | Pietro Sighel                                                                       | ITA  | Jens van 't Wout                                                             | NED    | Luca Spechenhauser                                   | ITA             |
| 1500 meter           | Jens van 't Wout                                                                    | NED  | Sven Roes                                                                    | NED    | niet uitgereikt                                      | niet uitgereikt |
| 1500 meter           | Jens van 't Wout                                                                    | NED  | Stijn Desmet                                                                 | BEL    | niet uitgereikt                                      | niet uitgereikt |
| 5000 meter aflossing | Thomas Nadalini Lorenzo Previtali Pietro Sighel Luca Spechenhauser Mattia Antonioli | ITA  | Łukasz Kuczyński Michał Niewiński Diané Sellier Neithan Thomas Paweł Adamski | POL    | Stijn Desmet Warre Noiron Ward Pétré Warre Van Damme | BEL             |

Vrouwen
| Onderdeel            | Goud                                                                         | Goud | Zilver                                                                       | Zilver | Brons                                                                | Brons |
| -------------------- | ---------------------------------------------------------------------------- | ---- | ---------------------------------------------------------------------------- | ------ | -------------------------------------------------------------------- | ----- |
| 500 meter            | Petra Jászapáti                                                              | HUN  | Arianna Sighel                                                               | ITA    | Chiara Betti                                                         | ITA   |
| 1000 meter           | Arianna Fontana                                                              | ITA  | Petra Jászapáti                                                              | HUN    | Elisa Confortola                                                     | ITA   |
| 1500 meter           | Xandra Velzeboer                                                             | NED  | Gloria Ioriatti                                                              | ITA    | Elisa Confortola                                                     | ITA   |
| 3000 meter aflossing | Chiara Betti Elisa Confortola Arianna Fontana Gloria Ioriatti Arianna Sighel | ITA  | Sára Bácskai Petra Jászapáti Zsófia Kónya Maja Somodi Rebeka Sziliczei-Német | HUN    | Natalia Maliszewska Nikola Mazur Kamila Stormowska Gabriela Topolska | POL   |

Gemengd
| Onderdeel            | Goud                                                                                        | Goud | Zilver                                                                                     | Zilver | Brons                                                                                              | Brons |
| -------------------- | ------------------------------------------------------------------------------------------- | ---- | ------------------------------------------------------------------------------------------ | ------ | -------------------------------------------------------------------------------------------------- | ----- |
| 2000 meter aflossing | Etienne Bastier Quentin Fercoq Aurélie Lévêque Cloé Ollivier Gwendoline Daudet Tawan Thomas | FRA  | Teun Boer Zoë Deltrap Jens van 't Wout Michelle Velzeboer Sjinkie Knegt Diede van Oorschot | NED    | Natalia Maliszewska Michał Niewiński Diané Sellier Kamila Stormowska Łukasz Kuczyński Nikola Mazur | POL   |

##### Medaillespiegel
| #      | Land      | Goud | Zilver | Brons | Totaal |
| ------ | --------- | ---- | ------ | ----- | ------ |
| 1      | Italië    | 4    | 3      | 4     | 11     |
| 2      | Nederland | 3    | 3      | 0     | 6      |
| 3      | Hongarije | 1    | 2      | 0     | 3      |
| 4      | Frankrijk | 1    | 0      | 1     | 2      |
| 5      | Polen     | 0    | 1      | 2     | 3      |
| 2      | België    | 0    | 1      | 1     | 1      |
| Totaal | Totaal    | 9    | 10     | 8     | 27     |

#### Nederlands kampioenschap
Mannen
| Onderdeel             | Goud                                                              | Zilver                                                          | Brons                                             |
| --------------------- | ----------------------------------------------------------------- | --------------------------------------------------------------- | ------------------------------------------------- |
| 500 meter             | Jens van 't Wout                                                  | Teun Boer                                                       | Niels Kingma                                      |
| 1000 meter            | Jens van 't Wout                                                  | Sven Roes                                                       | Daan Kos                                          |
| 1500 meter            | Jens van 't Wout                                                  | Sven Roes                                                       | Bram Steenaard                                    |
| 5000 meter afslossing | Ploeg D Brian Boer Zeno de Boer Thijmen Koestal Hessel van Berkum | Ploeg A Itzhak de Laat Kay Huisman Bas van der Valk Friso Emons | Ploeg C Daan Kos Niels Kingma Sven Roes Teun Boer |

Vrouwen
| Onderdeel  | Goud               | Zilver             | Brons              |
| ---------- | ------------------ | ------------------ | ------------------ |
| 500 meter  | Michelle Velzeboer | Angel Daleman      | Diede van Oorschot |
| 1000 meter | Michelle Velzeboer | Bibi Arts          | Kiek Straathof     |
| 1500 meter | Michelle Velzeboer | Diede van Oorschot | Angel Daleman      |

Gemengd
| Onderdeel             | Goud                                                                          | Zilver                                                      | Brons                                                   |
| --------------------- | ----------------------------------------------------------------------------- | ----------------------------------------------------------- | ------------------------------------------------------- |
| 2000 meter afslossing | Ploeg A Lotte Donderwinkel Diede van Oorschot Jens van 't Wout Itzhak de Laat | Ploeg B Angel Daleman Femke de Boer Sjinkie Knegt Teun Boer | Ploeg D Bibi Arts Mijntje de Jong Daan Kos Niels Kingma |

### Langebaanschaatsen

#### EK Allround & Sprint 2025
| Kampioenschap    | Goud                                | Zilver                       | Brons                       |
| Mannen allround  | Sander Eitrem Noorwegen             | Peder Kongshaug Noorwegen    | Beau Snellink Nederland     |
| Vrouwen allround | Antoinette Rijpma-de Jong Nederland | Joy Beune Nederland          | Ragne Wiklund Noorwegen     |
| Mannen sprint    | Jenning de Boo Nederland            | Merijn Scheperkamp Nederland | Tim Prins Nederland         |
| Vrouwen sprint   | Jutta Leerdam Nederland             | Femke Kok Nederland          | Suzanne Schulting Nederland |

| Rang   | Land      | Goud | Zilver | Brons | Totaal |
| ------ | --------- | ---- | ------ | ----- | ------ |
| 1      | Nederland | 3    | 3      | 3     | 9      |
| 2      | Noorwegen | 1    | 1      | 1     | 3      |
| Totaal | Totaal    | 3    | 3      | 3     | 12     |

### Wielersport

#### Veldrijden

##### Wereldkampioenschap
| Categorie        | Goud | Goud     | Zilver | Zilver | Brons                                                                                   | Brons   |
| ---------------- | --- | -------- | --- | ------ | --------------------------------------------------------------------------------------- | ------- |
| Mannen           | |          | |        |                                                                                         |         |
| Mannen elite     | Mathieu van der Poel                                                                                     | 1u02'44" | Wout van Aert                                                                                              | + 45   | Thibau Nys                                                                              | + 1'06" |
| Mannen beloften  | Tibor Del Grosso                                                                                         | 56'26"   | Kay De Bruyckere                                                                                           | + 56"  | Jente Michels                                                                           | + 1'05" |
| Jongens junioren | Mattia Agostinacchio                                                                                     | 45'47"   | Soren Bruyère Joumard                                                                                      | + 12"  | Filippo Grigolini                                                                       | + 30"   |
| Vrouwen          | |          | |        |                                                                                         |         |
| Vrouwen elite    | Fem van Empel                                                                                            | 54'29"   | Lucinda Brand                                                                                              | + 18"  | Puck Pieterse                                                                           | + 1'09" |
| Vrouwen beloften | Zoe Bäckstedt                                                                                            | 45'42"   | Marie Schreiber                                                                                            | + 39"  | Leonie Bentveld                                                                         | + 1'20" |
| Meisjes junioren | Lise Revol                                                                                               | 45'25"   | Barbora Bukovská                                                                                           | + 11"  | Rafaelle Carrier                                                                        | + 1'43" |
| Gemengd          | |          | |        |                                                                                         |         |
| Estafette        | Verenigd Koninkrijk Thomas Mein Zoe Bäckstedt Oscar Amey Cat Ferguson Darlison Milo Wills Maia Zoe Roche | 50'03"   | Italië Stefano Viezzi Sara Casasola Mattia Agostinacchio Lucia Bramati Gioele Bertolini Giorgia Pellizotti | + 2"   | Frankrijk Joshua Dubau Hélène Clauzel Jules Simon Célia Gery Florian Fery Zélie Lambert | + 5"    |

##### Medaillespiegel
| Plaats | Land                | Goud | Zilver | Brons | Totaal |
| 1      | Nederland           | 3    | 1      | 2     | 6      |
| 2      | Verenigd Koninkrijk | 2    | 0      | 0     | 2      |
| 3      | Italië              | 1    | 1      | 1     | 3      |
| 3      | Frankrijk           | 1    | 1      | 1     | 3      |
| 5      | België              | 0    | 2      | 2     | 4      |
| 6      | Tsjechië            | 0    | 1      | 0     | 1      |
| 6      | Luxemburg           | 0    | 1      | 0     | 1      |
| 8      | Canada              | 0    | 0      | 1     | 1      |
| Totaal | Totaal              | 7    | 7      | 7     | 21     |

##### Europees kampioenschap
| Onderdeel          | Goud                 | Goud   | Zilver                     | Zilver | Brons              | Brons |
| ------------------ | -------------------- | ------ | -------------------------- | ------ | ------------------ | ----- |
| Gemengde estafette | Italië               | 40'50" | Frankrijk                  | + 11"  | Spanje             | + 14" |
| Mannen             |                      |        |                            |        |                    |       |
| Mannen elite       | Thibau Nys           | 57'46" | Felipe Orts                | + 3"   | Eli Iserbyt        | + 9"  |
| Mannen beloften    | Jente Michels        | 52'11" | Filippo Agostinacchio      | + 3"   | Aubin Sparfel      | + 12" |
| Jongens junioren   | Mattia Agostinacchio | 40'13" | Valentin Hofer             | + 8"   | Mats Vanden Eynde  | + 10" |
| Vrouwen            |                      |        |                            |        |                    |       |
| Vrouwen elite      | Fem van Empel        | 50'41" | Ceylin del Carmen Alvarado | z.t.   | Lucinda Brand      | + 7"  |
| Vrouwen beloften   | Célia Gery           | 42'47" | Marie Schreiber            | z.t.   | Leonie Bentveld    | + 4"  |
| Meisjes junioren   | Anja Grossmann       | 37'30" | Barbara Bukovska           | + 1"   | Giorgia Pellizotti | z.t.  |

##### Medaillespiegel
| Plaats | Land        | Goud | Zilver | Brons | Totaal |
| 1      | Italië      | 2    | 1      | 1     | 4      |
| 2      | België      | 2    | 0      | 2     | 4      |
| 3      | Nederland   | 1    | 1      | 2     | 4      |
| 4      | Frankrijk   | 1    | 1      | 1     | 3      |
| 5      | Zwitserland | 1    | 0      | 0     | 1      |
| 6      | Spanje      | 0    | 1      | 1     | 2      |
| 7      | Luxemburg   | 0    | 1      | 0     | 1      |
| 7      | Oostenrijk  | 0    | 1      | 0     | 1      |
| 7      | Tsjechië    | 0    | 1      | 0     | 1      |
| Totaal | Totaal      | 7    | 7      | 7     | 21     |

##### Nederlands kampioenschap
| Categorie         | Kampioen         | Tweede                     | Derde               |
| Mannen            |                  |                            |                     |
| Elite             | Tibor Del Grosso | Pim Ronhaar                | Joris Nieuwenhuis   |
| Beloften Onder 23 | Tibor del Grosso | Guus van den Eijnden       | Keije Solen         |
| Junioren O19      | Michiel Mouris   | Noël Goijert               | Cas Timmermans      |
| Vrouwen           |                  |                            |                     |
| Elite             | Puck Pieterse    | Ceylin del Carmen Alvarado | Denise Betsema      |
| Beloften O23      | Leonie Bentveld  | Lauren Molengraaf          | Puck Langenbarg     |
| Junioren O19      | Noï Moes         | Mae Cabaca                 | Elena van der Veken |

##### Mannen elite
| Datum            | Veldrit        | Winnaar                    | Tweede                     | Derde                      |
| ---------------- | -------------- | -------------------------- | -------------------------- | -------------------------- |
| 24 november 2024 | ANT            | Eli Iserbyt                | Laurens Sweeck             | Michael Vanthourenhout     |
| 1 december 2024  | DUB            | Michael Vanthourenhout     | Toon Aerts                 | Felipe Orts                |
| 8 december 2024  | CAB            | afgelast vanwege stormweer | afgelast vanwege stormweer | afgelast vanwege stormweer |
| 15 december 2024 | NAM            | Michael Vanthourenhout     | Toon Aerts                 | Emiel Verstrynge           |
| 21 december 2024 | HUL            | Niels Vandeputte           | Felipe Orts                | Pim Ronhaar                |
| 22 december 2024 | ZON            | Mathieu van der Poel       | Thibau Nys                 | Joran Wyseure              |
| 26 december 2024 | GAV            | Mathieu van der Poel       | Michael Vanthourenhout     | Thibau Nys                 |
| 29 december 2024 | BES            | Mathieu van der Poel       | Toon Aerts                 | Niels Vandeputte           |
| 5 januari 2025   | DEN            | Wout van Aert              | Emiel Verstrynge           | Joran Wyseure              |
| 19 januari 2025  | BEN            | Thibau Nys                 | Eli Iserbyt                | Lars van der Haar          |
| 25 januari 2025  | MAA            | Mathieu van der Poel       | Wout van Aert              | Joris Nieuwenhuis          |
| 26 januari 2025  | HOO            | Mathieu van der Poel       | Michael Vanthourenhout     | Lars van der Haar          |
| Eindklassement   | Eindklassement | Michael Vanthourenhout     | Toon Aerts                 | Joran Wyseure              |

##### Vrouwen elite
| Datum            | Veldrit        | Winnaar                    | Tweede                     | Derde                      |
| ---------------- | -------------- | -------------------------- | -------------------------- | -------------------------- |
| 24 november 2024 | ANT            | Fem van Empel              | Lucinda Brand              | Marie Schreiber            |
| 1 december 2024  | DUB            | Lucinda Brand              | Fem van Empel              | Zoe Bäckstedt              |
| 8 december 2024  | CAB            | afgelast vanwege stormweer | afgelast vanwege stormweer | afgelast vanwege stormweer |
| 15 december 2024 | NAM            | Ceylin del Carmen Alvarado | Lucinda Brand              | Puck Pieterse              |
| 21 december 2024 | HUL            | Marie Schreiber            | Lucinda Brand              | Puck Pieterse              |
| 22 december 2024 | ZON            | Ceylin del Carmen Alvarado | Zoe Bäckstedt              | Lucinda Brand              |
| 26 december 2024 | GAV            | Fem van Empel              | Lucinda Brand              | Puck Pieterse              |
| 29 december 2024 | BES            | Fem van Empel              | Lucinda Brand              | Blanka Vas                 |
| 5 januari 2025   | DEN            | Lucinda Brand              | Puck Pieterse              | Fem van Empel              |
| 19 januari 2025  | BEN            | Fem van Empel              | Lucinda Brand              | Marie Schreiber            |
| 25 januari 2025  | MAA            | Blanka Vas                 | Zoe Bäckstedt              | Lucinda Brand              |
| 26 januari 2025  | HOO            | Lucinda Brand              | Blanka Vas                 | Puck Pieterse              |
| Eindklassement   | Eindklassement | Lucinda Brand              | Fem van Empel              | Blanka Vas                 |

##### Mannen elite
| Datum            | Locatie                               | Cat.           | Winnaar              | Tweede            | Derde                  |
| ---------------- | ------------------------------------- | -------------- | -------------------- | ----------------- | ---------------------- |
| 20 oktober 2024  | Cyclocross Ruddervoorde, Ruddervoorde | C1             | Joran Wyseure        | Niels Vandeputte  | Michael Vanthourenhout |
| 27 oktober 2024  | Druivencross, Overijse                | C1             | Thibau Nys           | Eli Iserbyt       | Lars van der Haar      |
| 11 november 2024 | Jaarmarktcross, Niel                  | C1             | Laurens Sweeck       | Felipe Orts       | Niels Vandeputte       |
| 16 november 2024 | Vlaamse Aardbeiencross, Merksplas     | C1             | Laurens Sweeck       | Toon Aerts        | Lars van der Haar      |
| 23 december 2024 | Zilvermeercross, Mol                  | C2             | Mathieu van der Poel | Laurens Sweeck    | Michael Vanthourenhout |
| 30 december 2024 | Cyclocross Diegem, Diegem             | C1             | Laurens Sweeck       | Niels Vandeputte  | Thibau Nys             |
| 4 januari 2025   | Cyclocross Gullegem, Gullegem         | C2             | Wout van Aert        | Eli Iserbyt       | Michael Vanthourenhout |
| 8 februari 2025  | Noordzeecross, Middelkerke            | C1             | Joris Nieuwenhuis    | Eli Iserbyt       | Niels Vandeputte       |
| Eindklassement   | Eindklassement                        | Eindklassement | Niels Vandeputte     | Lars van der Haar | Michael Vanthourenhout |

##### Vrouwen elite
| Datum            | Locatie                               | Cat.           | Winnares                   | Tweede                     | Derde                      |
| ---------------- | ------------------------------------- | -------------- | -------------------------- | -------------------------- | -------------------------- |
| 20 oktober 2024  | Cyclocross Ruddervoorde, Ruddervoorde | C1             | Ceylin del Carmen Alvarado | Fem van Empel              | Lucinda Brand              |
| 27 oktober 2024  | Druivencross, Overijse                | C1             | Lucinda Brand              | Fem van Empel              | Sara Casasola              |
| 11 november 2024 | Jaarmarktcross, Niel                  | C1             | Ceylin del Carmen Alvarado | Lucinda Brand              | Marion Norbert-Riberolle   |
| 16 november 2024 | Vlaamse Aardbeiencross, Merksplas     | C1             | Ceylin del Carmen Alvarado | Lucinda Brand              | Marie Schreiber            |
| 23 december 2024 | Zilvermeercross, Mol                  | C2             | Ceylin del Carmen Alvarado | Lucinda Brand              | Inge van der Heijden       |
| 30 december 2024 | Cyclocross Diegem, Diegem             | C1             | Lucinda Brand              | Ceylin del Carmen Alvarado | Inge van der Heijden       |
| 4 januari 2025   | Cyclocross Gullegem, Gullegem         | C2             | Lucinda Brand              | Zoe Bäckstedt              | Ceylin del Carmen Alvarado |
| 8 februari 2025  | Noordzeecross, Middelkerke            | C1             | Inge van der Heijden       | Lucinda Brand              | Sara Casasola              |
| Eindklassement   | Eindklassement                        | Eindklassement | Lucinda Brand              | Ceylin del Carmen Alvarado | Inge van der Heijden       |

##### Mannen elite
| Datum            | Wedstrijd                                 | Cat.           | Eerste                 | Tweede            | Derde             |
| ---------------- | ----------------------------------------- | -------------- | ---------------------- | ----------------- | ----------------- |
| 1 november 2024  | Koppenbergcross, Oudenaarde               | C1             | Lars van der Haar      | Eli Iserbyt       | Toon Aerts        |
| 10 november 2024 | Rapencross, Lokeren                       | C2             | Thibau Nys             | Niels Vandeputte  | Jente Michels     |
| 17 november 2024 | Flandriencross, Hamme                     | C1             | Niels Vandeputte       | Eli Iserbyt       | Felipe Orts       |
| 14 december 2024 | Herentals Crosst, Herentals               | C2             | Michael Vanthourenhout | Pim Ronhaar       | Laurens Sweeck    |
| 1 januari 2025   | GP Sven Nys, Baal                         | C1             | Eli Iserbyt            | Pim Ronhaar       | Emiel Verstrynge  |
| 3 januari 2025   | Duinencross, Koksijde                     | C1             | Laurens Sweeck         | Tibor Del Grosso  | Toon Aerts        |
| 9 februari 2025  | Krawatencross, Lille                      | C1             | Laurens Sweeck         | Toon Aerts        | Eli Iserbyt       |
| 16 februari 2025 | Brussels Universities Cyclocross, Brussel | C1             | Michael Vanthourenhout | Joris Nieuwenhuis | Lars van der Haar |
| Eindklassement   | Eindklassement                            | Eindklassement | Eli Iserbyt            | Toon Aerts        | Pim Ronhaar       |

##### Vrouwen elite
| Datum            | Wedstrijd                                 | Cat.           | Eerste                     | Tweede                     | Derde                      |
| ---------------- | ----------------------------------------- | -------------- | -------------------------- | -------------------------- | -------------------------- |
| 1 november 2024  | Koppenbergcross, Oudenaarde               | C1             | Fem van Empel              | Lucinda Brand              | Sara Casasola              |
| 10 november 2024 | Rapencross, Lokeren                       | C2             | Lucinda Brand              | Ceylin del Carmen Alvarado | Sara Casasola              |
| 17 november 2024 | Flandriencross, Hamme                     | C1             | Ceylin del Carmen Alvarado | Lucinda Brand              | Sara Casasola              |
| 14 december 2024 | Herentals Crosst, Herentals               | C2             | Fem van Empel              | Lucinda Brand              | Ceylin del Carmen Alvarado |
| 1 januari 2025   | GP Sven Nys, Baal                         | C1             | Fem van Empel              | Lucinda Brand              | Puck Pieterse              |
| 3 januari 2025   | Duinencross, Koksijde                     | C1             | Puck Pieterse              | Lucinda Brand              | Fem van Empel              |
| 9 februari 2025  | Krawatencross, Lille                      | C1             | Lucinda Brand              | Inge van der Heijden       | Manon Bakker               |
| 16 februari 2025 | Brussels Universities Cyclocross, Brussel | C1             | Sara Casasola              | Marion Norbert-Riberolle   | Lucinda Brand              |
| Eindklassement   | Eindklassement                            | Eindklassement | Lucinda Brand              | Annemarie Worst            | Sara Casasola              |

### Tennis

#### WinnaarsGrandslamtoernooiregulier
| Grandslamtoernooi | Mannen enkelspel | Vrouwen enkelspel | Mannen dubbelspel             | Vrouwen dubbelspel                 | Gemengd dubbelspel        |
| ----------------- | ---------------- | ----------------- | ----------------------------- | ---------------------------------- | ------------------------- |
| Australian Open   | Jannik Sinner    | Madison Keys      | Harri Heliövaara Henry Patten | Kateřina Siniaková Taylor Townsend | Olivia Gadecki John Peers |
| Roland Garros     |                  |                   |                               |                                    |                           |
| Wimbledon         |                  |                   |                               |                                    |                           |
| US Open           |                  |                   |                               |                                    |                           |

#### WinnaarsGrandslamtoernooirolstoeltennis
| Grandslamtoernooi | Mannen enkelspel | Vrouwen enkelspel | Mannen dubbelspel        | Vrouwen dubbelspel     | Quad enkelspel | Quad dubbelspel             |
| ----------------- | ---------------- | ----------------- | ------------------------ | ---------------------- | -------------- | --------------------------- |
| Australian Open   | Alfie Hewett     | Yui Kamiji        | Alfie Hewett Gordon Reid | Li Xiaohui Wang Ziying | Sam Schröder   | Andy Lapthorne Sam Schröder |
| Roland Garros     |                  |                   |                          |                        |                |                             |
| Wimbledon         |                  |                   |                          |                        |                |                             |
| US Open           |                  |                   |                          |                        |                |                             |

#### WinnaarsGrandslamtoernooijunioren
| Grandslamtoernooi | Mannen enkelspel | Vrouwen enkelspel | Mannen dubbelspel          | Vrouwen dubbelspel                  |
| ----------------- | ---------------- | ----------------- | -------------------------- | ----------------------------------- |
| Australian Open   | Henry Barnett    | Wakana Sonobe     | Maxwell Exsted Jan Kumstát | Annika Penickova Kristina Penickova |
| Roland Garros     |                  |                   |                            |                                     |
| Wimbledon         |                  |                   |                            |                                     |
| US Open           |                  |                   |                            |                                     |

1965 · 1966 · 1967 · 1968 · 1969 · 1970 · 1971 · 1972 ·1973 · 1974 · 1975 · 1976 · 1977 · 1978 · 1979 · 1980 · 1981 · 1982 · 1983 · 1984 · 1985 · 1986 · 1987 · 1988 · 1989 · 1990 · 1991 · 1992 · 1993 · 1994 · 1995 · 1996 · 1997 · 1998 · 1999 · 2000 · 2001 · 2002 · 2003 · 2004 · 2005 · 2006 · 2007 · 2008 · 2009 · 2010 · 2011 · 2012 · 2013 · 2014 · 2015 · 2016 · 2017 · 2018 · 2019 · 2020 · 2021 · 2022 · 2023 · 2024 · 2025